# Талент (јединица мере)
Талент или талант, античка јединица за масу (лат. talentum, старогрчки: τάλαντον, talanton; 'мера'). Одговарала је отприлике тежини воде која је потребна да се испуни једна амфора. Код Старих Грка то је било око 26 килограма, код Римљана 32,3 kg, код Египћана 27 килограма. Талент који се помиње у Библији - Новом Завету износи 58,9 kg.
Код Грка, талент је имао 6000 драхми као мање јединице мере. Драхма је била дневна плата једног војника. Римски талент тежио је 32,3 kg, египатски талент био је 27 kg, а вабилонски талент 30,3 kg. Стари Израел и још неке блискоисточне земље прихватиле су вабилонски талент, а касније су промениле износ масе који је улазио у ту јединицу. Новозаветни тешки обични талент износио је 58,9 kg. Други хебрејски талент био је масе 34,272 kg, а из њега су изведени мина (0,571 kg), шекел (11,424 г) и полушекел.
Вавилонци, Сумери и Јевреји су делили талент на 60 мина које су даље делили на 60 шекела.
У Атици један талент сребра је одговарао деветогодишњој плати доброг и вештог мајстора.